# Steven Hahn
Steven Hahn, född 18 juli 1951 i New York, är en amerikansk historiker. Hahn är professor i amerikansk historia vid University of Pennsylvania och har doktorsexamen från Yale University. För doktorsavhandlingen The Roots of Southern Populism tilldelades han Allan Nevins-priset 1980 av Society of American Historians. Han tilldelades Bancroftpriset och Pulitzerpriset för historia 2004 för A Nation under Our Feet.